# Triasno-jursko izumrtje
Triasno–Jursko izumrtje oz. Tr-J izumrtje označuje mejo med triasom in juro, in je eden največjih množičnih izumrtij fanerozoika, ki je pustilo globok pečat na življenje v morju in na kopnem. V morju je izginil celoten razred conodontov in 20% vseh morskih družin. Na kopnem so izginili vsi večji nedinozavrski archosauri, nekateri preostali therapsidi in mnoge velike amfibije. Ta dogodek je omogočil dinozavrom, da so zasedli vodilno vlogo v obdobju jure. Izumrtje se je zgodilo v geološko gledano zelo kratkem času (manj kot 10 000 let) tik pred razpadom Pangee. V Tübingenu (Nemčija) je triasno-jursko ležišče fosilov, ki so iz tega časa.
Statistična analiza morskega življenja tega obdobja kaže, da je k zmanjšanju diverzifikacije bolj pripomoglo zmanjšanje speciacije kot povečanje izumiranja.
Podanih je več razlag, vendar nobena dokončna:
- Postopne klimatske spremembe ali spreminjanje morskega nivoja konec triasa. To sicer ne pojasni nenadnega izumrtja dela morskega življenja.
- Padec asteroida oz. kometa, vendar do danes se še ni našel krater, ki bi sovpadal s tem obdobjem. Manicouaganski rezervoar (krater) je nastal 12 mio let pred tem dogodkom.
- Masivni vulkanski izbruhi, bi lahko sprostili ogljikov dioksid (povzroča globalno segrevanje) ali žveplov dioksid in aerosole (pozvročata globalno ohlajnje).